# На Лесбия
«На Лесбия» — условное название стихотворения римского поэта Гая Валерия Катулла, включённого в состав посмертного сборника («Книги Катулла Веронского») под номером 79. Автор здесь рассказывает, ни к кому не обращаясь, о «красавце Лесбии», который привлекает Лесбию больше, чем Катулл «даже со всею роднёй». Речь здесь явно идёт о брате Лесбии Публии Клодии Пульхре (Пульхр означает «красавец»), который, по слухам, был любовником сестры.
Остаётся неясной концовка стихотворения — о том, что Лесбий не найдёт даже трёх человек, готовых поцеловать его в губы.